# Tsjecho-Slowakije op de Olympische Zomerspelen 1920
Tsjecho-Slowakije nam deel aan de Olympische Zomerspelen 1920 in Antwerpen, België. Het was de eerste deelname aan de Olympische Spelen na de oprichting van de republiek in 1918. Voor die tijd nam Bohemen deel aan de Spelen van 1900 tot en met 1912.
Opvallend was de rol die het Tsjecho-Slowaakse voetbalteam speelde. Eenvoudig werd de finale bereikt, die werd gespeeld tegen het organiserende land. Maar in de 43e minuut bij een 2-0-achterstand, verlieten de Tsjecho-Slowaken het veld, vanwege een in hun ogen scheidsrechterlijke dwaling. Het Tsjecho-Slowaakse voetbalteam werd daarop gediskwalificeerd, België won goud, en Spanje en Nederland streden om het zilver. Spanje won het zilver waardoor Nederland het brons kreeg.

## Medailles

### 3Brons
- Karel Hartmann, Vilém Loos, Jan Palouš, Jan Peka, Karel Pešek, Josef Šroubek, Otakar Vindyš en Karel Wälzer — IJshockey, mannen teamcompetitie
- Milada Skrbkova en Ladislav Zemla — Tennis, gemengd dubbelspel

Argentinië · Australië · België · Brazilië · Brits-Indië · Canada · Chili · Denemarken · Egypte · Estland · Finland · Frankrijk · Griekenland · Groot-Brittannië · Italië · Japan · Joegoslavië · Luxemburg · Monaco · Nederland · Nieuw-Zeeland · Noorwegen · Portugal · Spanje · Tsjecho-Slowakije · Verenigde Staten · Zuid-Afrika · Zweden · Zwitserland